# سیارک ۲۴۵۴۸
سیارک ۲۴۵۴۸ (به انگلیسی: 24548 Katieeverett، نامگذاری:2001DW42) بیست و چهار هزار و پانصد و چهل و هشتمین سیارک کشف شده‌است که در ۱۹ فوریه ۲۰۰۱ کشف شد.
قدر مطلق سیارک برابر ۹.۳ است.